# Beatrice Whistler
Pour les articles homonymes, voir Whistler.
Beatrice Whistler, née Philip (12 mai 1857 – 10 mai 1896) est une artiste et designeuse britannique dans une époque où les femmes à la recherche d'une éducation artistique avaient des opportunités très limitées. Elle se forme auprès de son père, le sculpteur écossais John Birnie Philip, puis auprès de son premier mari Edward Godwin, figure de proue du mouvement esthétique.

## Biographie
Beatrice Whistler (« Beatrix », « Trixie », « Trix », « Rix »), connue sous le nom de Trixie, est née à Chelsea le 12 mai 1857, fille aînée des dix enfants de John Birnie Philip (en) et de Frances Black.

### Les débuts
Après la mort de son père, le 4 janvier 1876, elle devient la deuxième épouse d'Edward William Godwin (en) (1833-1886). Elle travaille dans l'atelier de son mari et collabore à la conception de meubles et de décorations intérieures.

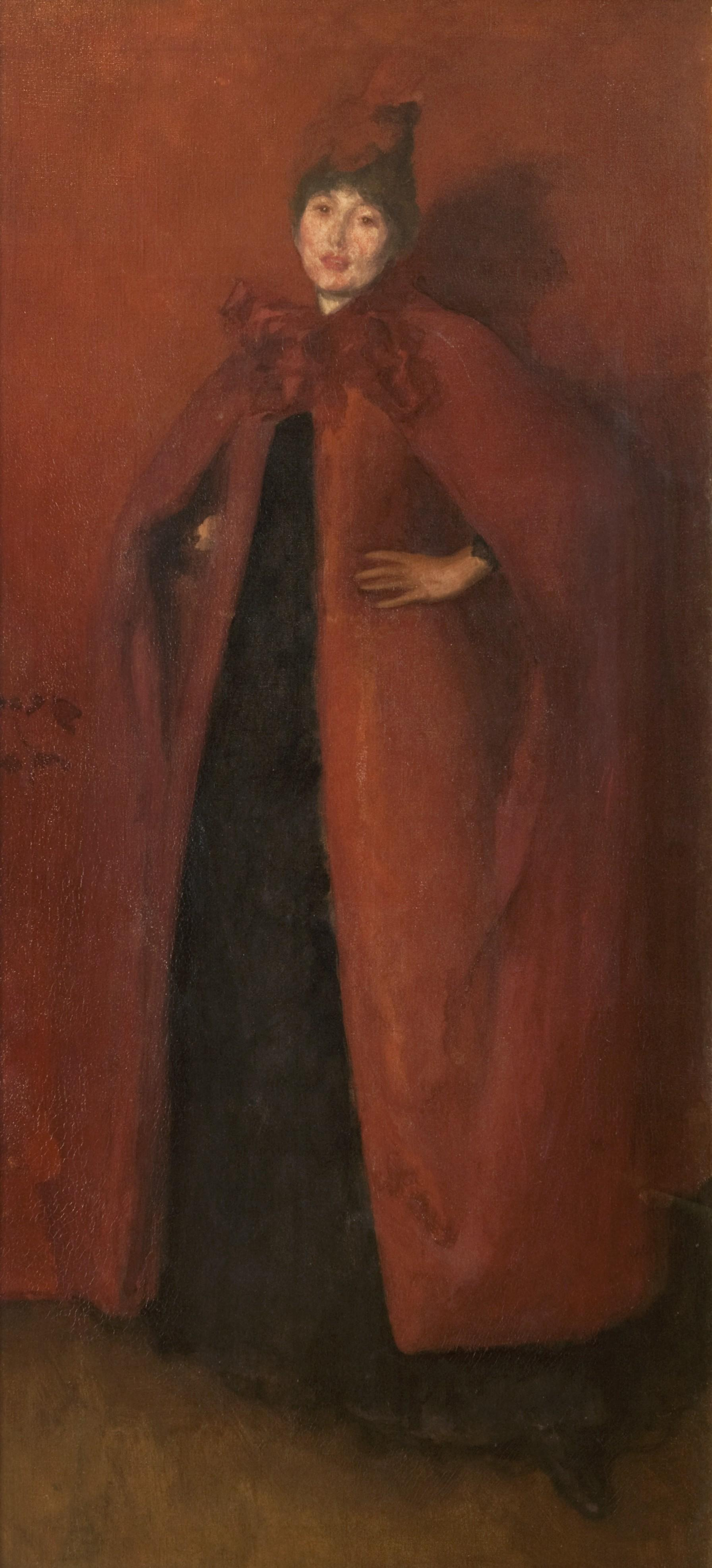
Harmony in Red: Lamplight (Lampe)
James Abbott McNeill Whistler, 1884-1886
Glasgow, Hunterian Art Gallery

Godwin la présente au peintre James McNeill Whistler et elle pose pour lui. La peintre Louise Jopling, qui a exposé avec elle au St Stephen's Art Club, Bridge Street, en 1881, se souvient qu'« elle était très belle et avait l'air très française. Elle avait un délicieux regard insouciant dans les yeux, ce qui était très fascinant ». Whistler réalise vers 1884-1886 son portrait en pied intitulé « Harmony in Red: Lamplight ».
Elle se sépare de son mari en 1885 et rejoint les élèves de Whistler, dont sa maîtresse Maud Franklin (en) et le peintre Walter Sickert avec qui, entre 1887 et 1888, elle expose deux petits panneaux à la Royal Society of British Artists. Elle signe son travail avec un monogramme ou un trèfle « BP », puis « BG », sous le nom de « Rix Birnie » pour éviter la classification féminine/amateur.
Après la mort de Godwin en 1886, Whistler a lancé un appel pour qu'elle soit soutenue par les institutions. Avec un groupe comprenant le poète Lord Tennyson, ils ont demandé avec succès qu'elle reçoive une pension de la liste civile. Elle a apparemment étudié à Paris. Juste avant son mariage avec Whistler le 11 août 1888, elle était décrite comme « une artiste et une dessinatrice en décoration remarquablement intelligente ».

### Avec Whistler
À l'été 1888, Whistler et Beatrice apparurent en public en couple. Lors d'un dîner, Louise Jopling et Henry Labouchère ont insisté pour qu'ils se marient avant la fin de la semaine.
Le mariage est arrangé le 11 août 1888 par Henry Labouchère. En tant que député, il fait en sorte que l'aumônier de la Chambre des communes les marie. Aucune publicité n'a été donnée à la cérémonie pour éviter la possibilité que l'ancienne maîtresse de Whistler Maud Franklin n'interrompe la cérémonie. Mais un journaliste du Pall Mall Gazette est présent, et l'événement devient public. Le couple part peu après pour Paris, pour éviter tout risque de scène avec Maud.

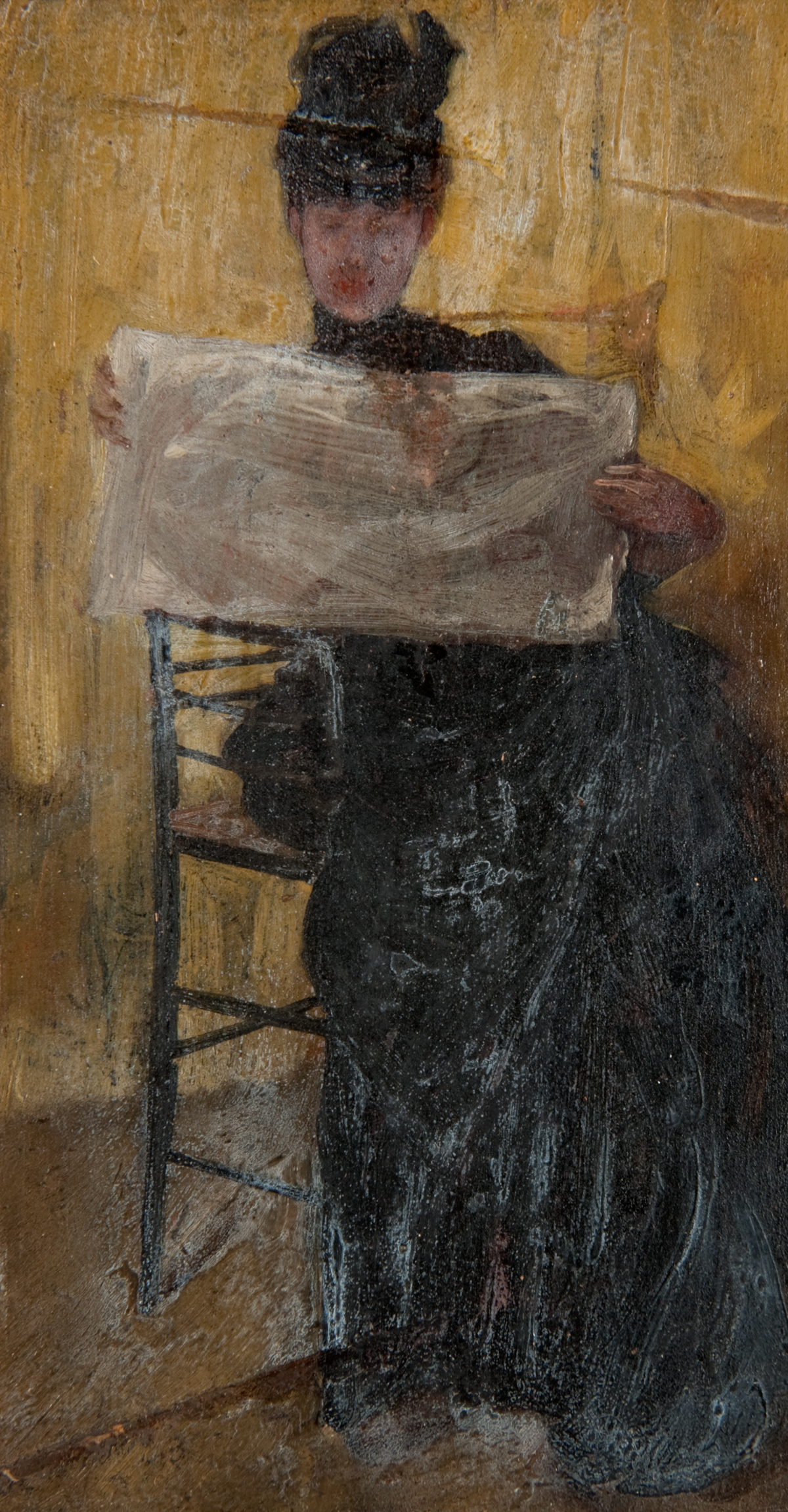
Ethel Philip lisant un journal, années 1880
Beatrix Whistler
Hunterian Art Gallery, Glasgow

Ils vivent à Tower House, 33 Tite Street, puis en 1889 au 21 Cheyne Walk, à Chelsea. Sa sœur Ethel Whibley (en) (1861-1920) devient en 1888, avant son mariage avec l'écrivain Charles Whibley, la secrétaire et un modèle de Whistler. Dans la correspondance de Whistler, il l'appelle « Bunnie » et son beau-frère Charles Whibley était « Wobbles ».
Après son mariage, elle a utilisé la forme Beatrix pour son prénom, même si pour sa famille, elle a toujours été connue sous le nom de Trixie. Ce fut un mariage heureux et productif : « Je regarde autour de moi », lui écrit Whistler, « et je ne vois personne d'autre aussi heureux que nous le sommes l'un et l'autre ».
Elle apprend à graver avec Whistler et ensemble ils gravent une vue de Loches. Elle organise l'atelier de son mari, promeut sa gravure, et gère les aspects domestiques et commerciaux de la vie de Whistler, comme elle l'avait fait pour Godwin. Mais elle parvient à travailler de manière indépendante, développant un style distinct.
Les nocturnes de Whistler à l'exposition de la Goupil Gallery ayant reçu un accueil indifférent, il décide brusquement qu'il en avait assez de Londres. Beatrice s'installe avec lui à Paris en 1892 au n° 110 rue du Bac, avec son atelier au dernier étage du 86 rue Notre-Dame-des-Champs.

### Fin de vie

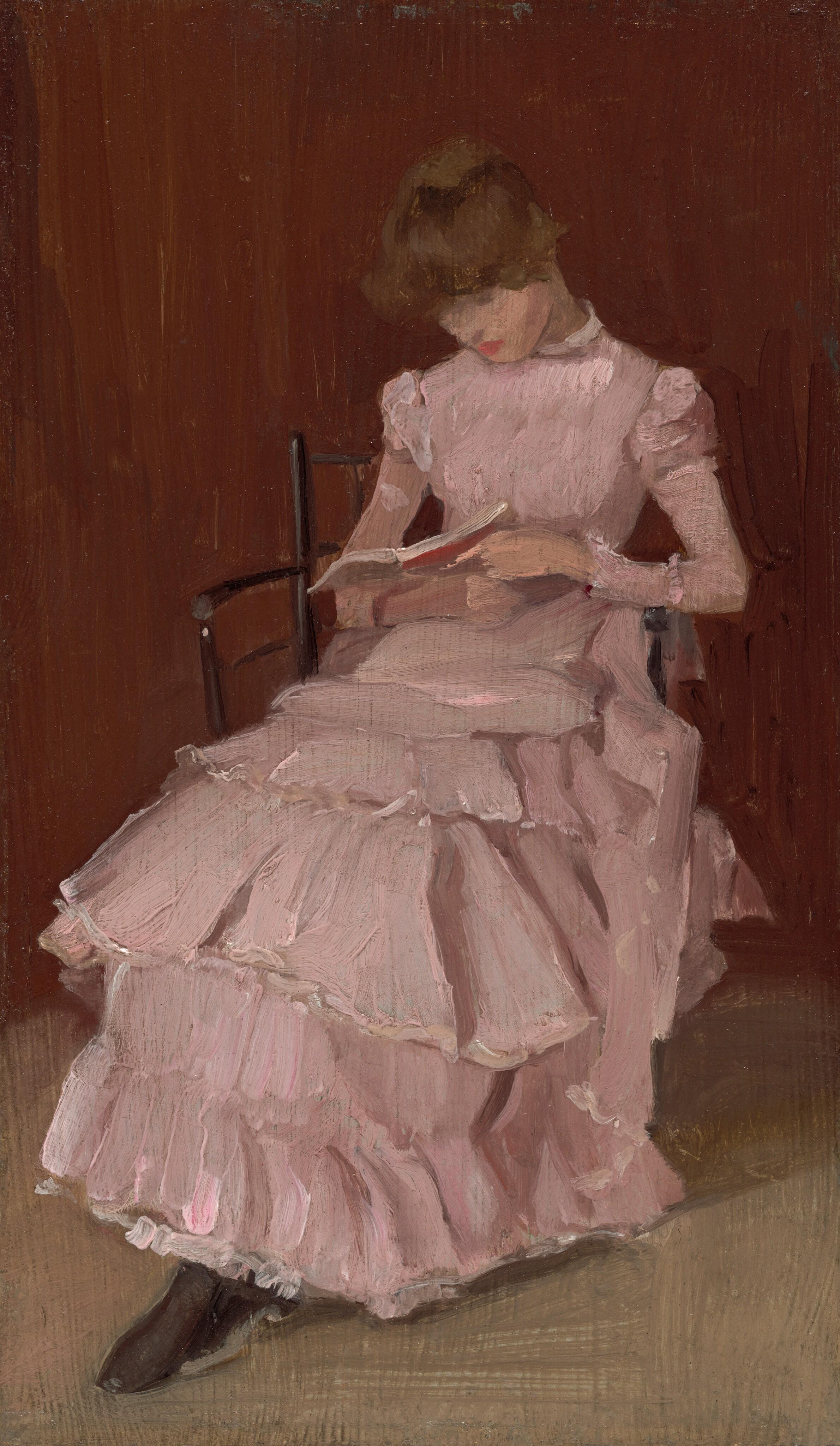
Peach Blossom, 1890-1894
Beatrice Whistler
National Gallery of Art, Washington

Beatrice était pleine d'entrain et charmante, mais sa santé n'avait jamais été bonne. Whistler était au sommet de sa carrière lorsqu'on découvre que Beatrice est atteinte d'un cancer. Ils retournent à Londres en février 1896, prenant des chambres à l'Hôtel Savoy pendant qu'ils cherchent un traitement médical. Les portraits d'elle par Whistler, « La Sieste » (C.159) et « Au balcon » (C.160), ont été dessinés alors qu'elle était mourante.
Elle décède à St Jude's Cottage à Hampstead Heath le 10 mai 1896 et est enterrée le jour de son anniversaire, le 12 mai, au vieux cimetière de Chiswick dans le quartier londonien de Hounslow. Après sa mort, Whistler a été enterré dans la même tombe que sa femme.
Le fils qu'elle a eu avec Godwin, également appelé Edward (1876-1957), est connu comme sculpteur et a créé les anges en bronze qui ont été placés sur la tombe des Whistler dans le vieux cimetière de Chiswick.
Après la mort de Beatrice en 1896, sa sœur cadette Rosalind Birnie Philip (en), que Whistler appelle la « Major », est devenue sa secrétaire et il la nomme exécutrice testamentaire.

## Œuvre

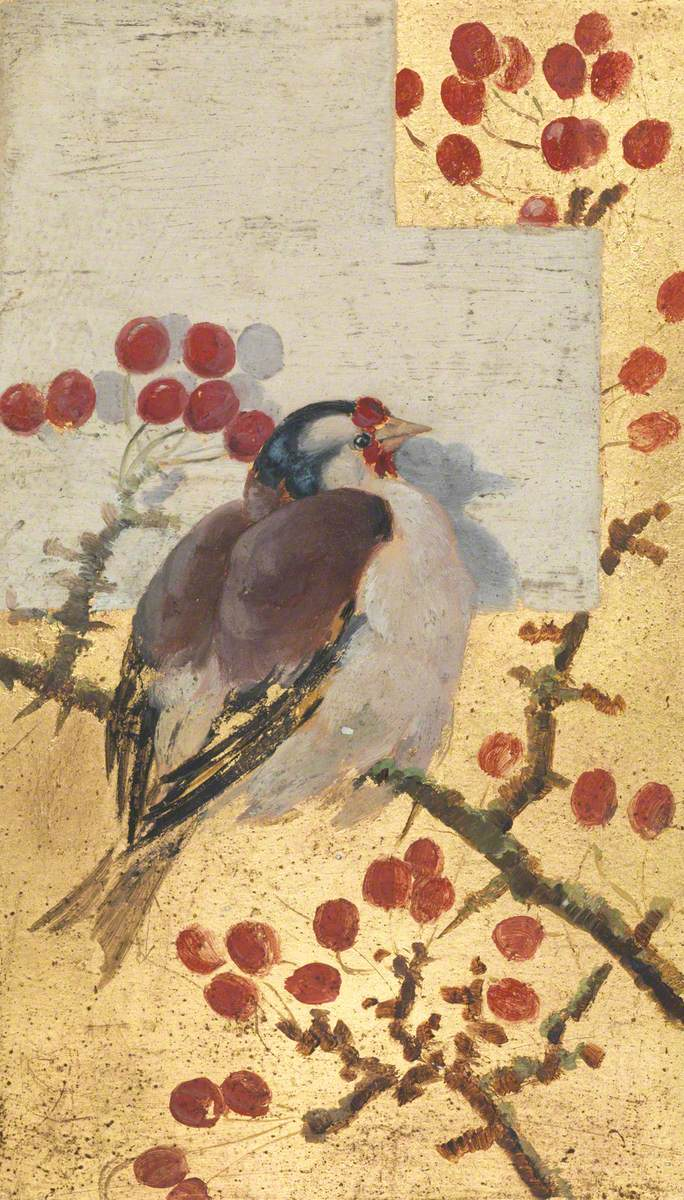
Un chardonneret sur la branche d'un cerisier, années 1880
Hunterian Gallery, Glasgow

Dans cette période marquée par l'Arts and Crafts Movement, elle utilise toute une gamme de techniques et de matériaux. Son cercle comprenait Phil May, le peintre préraphaélite Frederick Sandys et Oscar Wilde dont elle fait la caricature en 1882-1884. Ce dessin aux lignes simples et fortes montre la vivacité de son humour. Il est conservé à l'Hunterian Museum. Les dessins de Phil May et les gravures sur bois japonaises ont influencé son style.
À ses débuts, elle collabore avec Godwin dans son atelier et réalise des panneaux de briques décoratifs pour une maison conçue par lui au coin de la rue Tite de Chelsea Embankment. Le « cabinet Beatrice » de Godwin a été perdu. Il comportait des panneaux sur les saisons qu'elle avait réalisés. Des panneaux similaires et des modèles de carreaux, de panneaux et de papier peint survivent, certains vendus à des fabricants, notamment Minton's et William Watt & Co.
Tout au long de sa vie, elle dessine des portraits et des personnages à la craie et s'engage également dans l'illustration de livres. C'est aussi une graveuse accomplie et capable de caricatures pleines d'esprit. 
Elle crée des bijoux et elle dessine des verres signées du papillon qui est la signature de Whistler. Ses créations de bijoux se trouvent à la National Gallery of Art et à l'Hunterian Art gallery de Glasgow. Une bague émaillée en forme de tourtereaux correspond à un dessin qu'elle a réalisé à la plume.
Elle dessine également des vitraux, dont, en 1891, une belle fenêtre commémorative à Jane Mary Wilson Holme, dans l'All Saints Church (en) d'Orton, à Westmorland, exécutée par Campbell Smith and Co.
Elle supervise la décoration de la maison parisienne qu'ils occupent avec Whistler, concevant des œuvres d'une simplicité austère : meubles aux motifs à carreaux pour la maison et le jardin.

## Quelques œuvres
- Ethel Philip lisant un journal, 1886-1892, huile sur panneau, 24 × 14 cm, Hunterian Art Gallery, Glasgow[13]
- Peach Blossom, 1890-1894, huile sur bois, 24 × 14 cm, National Gallery of Art, Washington[14]
- Le Roman, étude à l'huile, collection privée
- La Robe en mousseline, étude à l'huile, collection privée
- Robert de Montesquiou, dessin[15]

Œuvres de Beatrice Whistler à la Hunterian Gallery, Glasgow
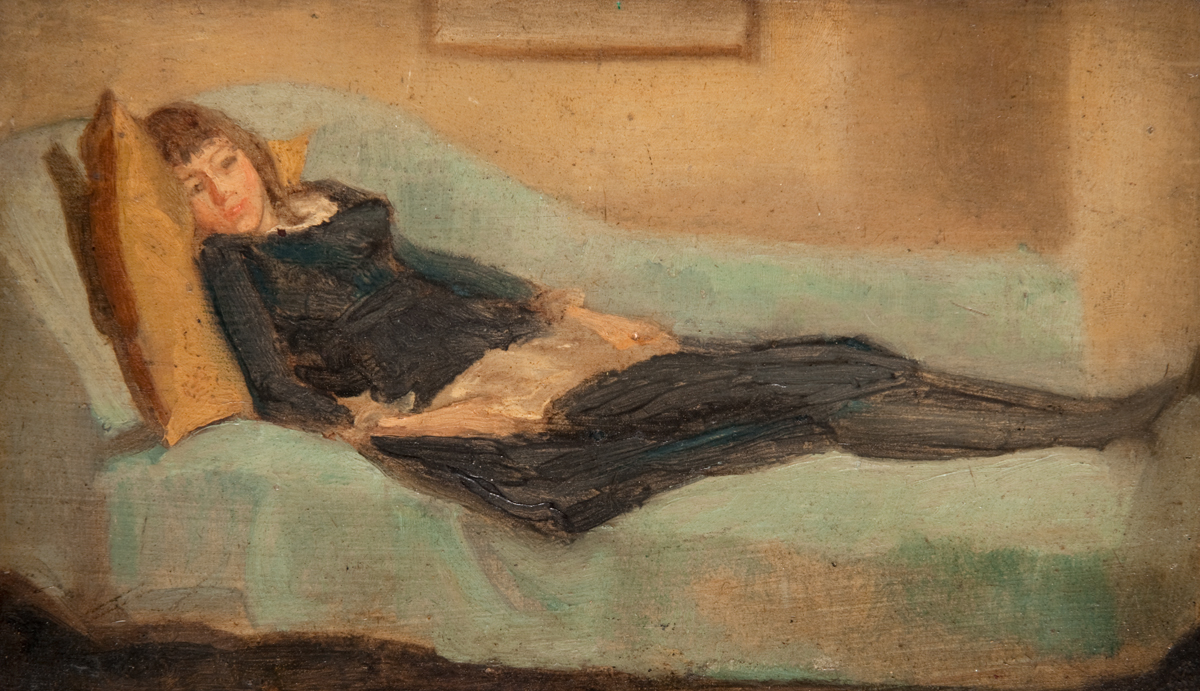
Jeune fille allongée sur un sofa, 1880
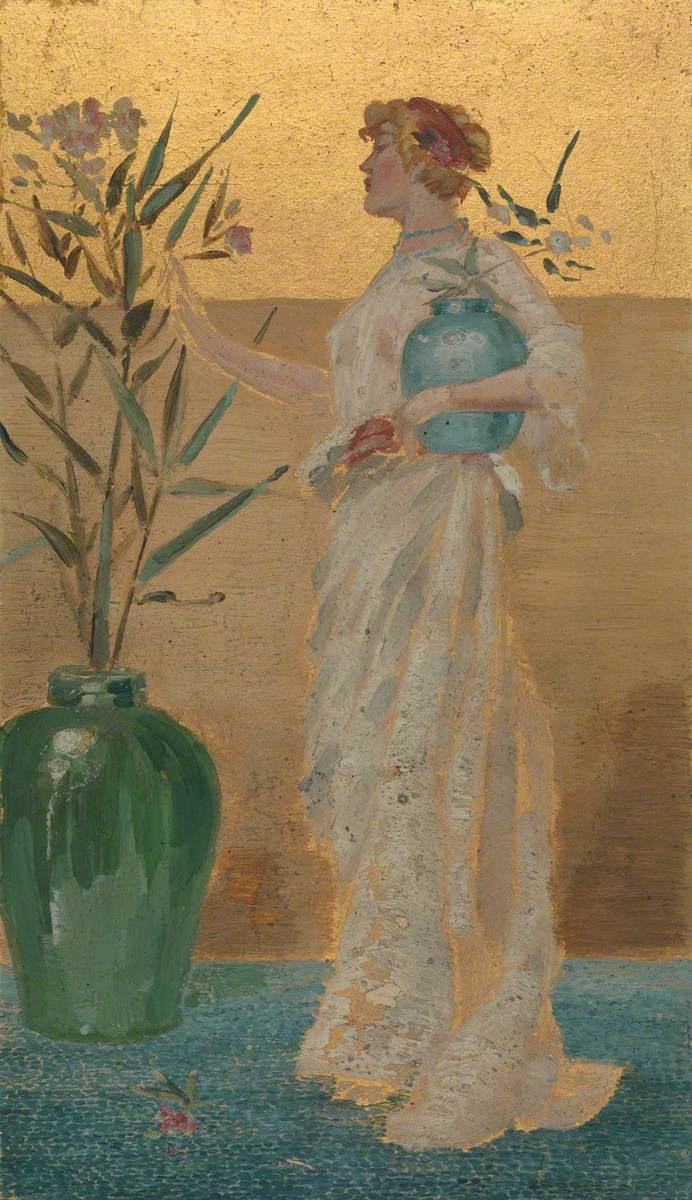
Figure drapée avec un vase de fleurs, années 1890
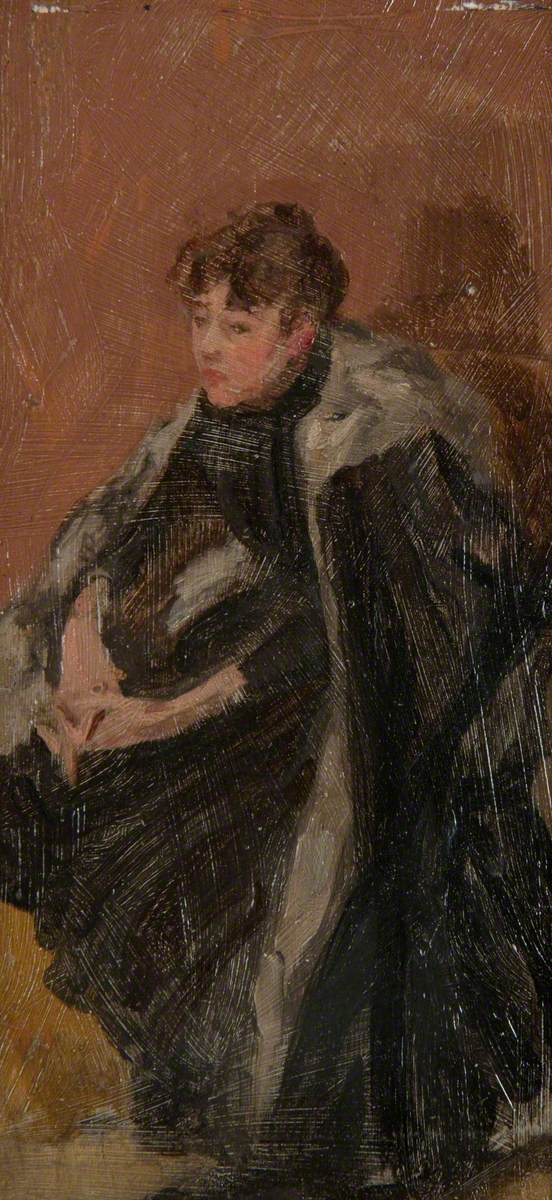
Femme assise avec une cape bordée de fourrure, années 1890
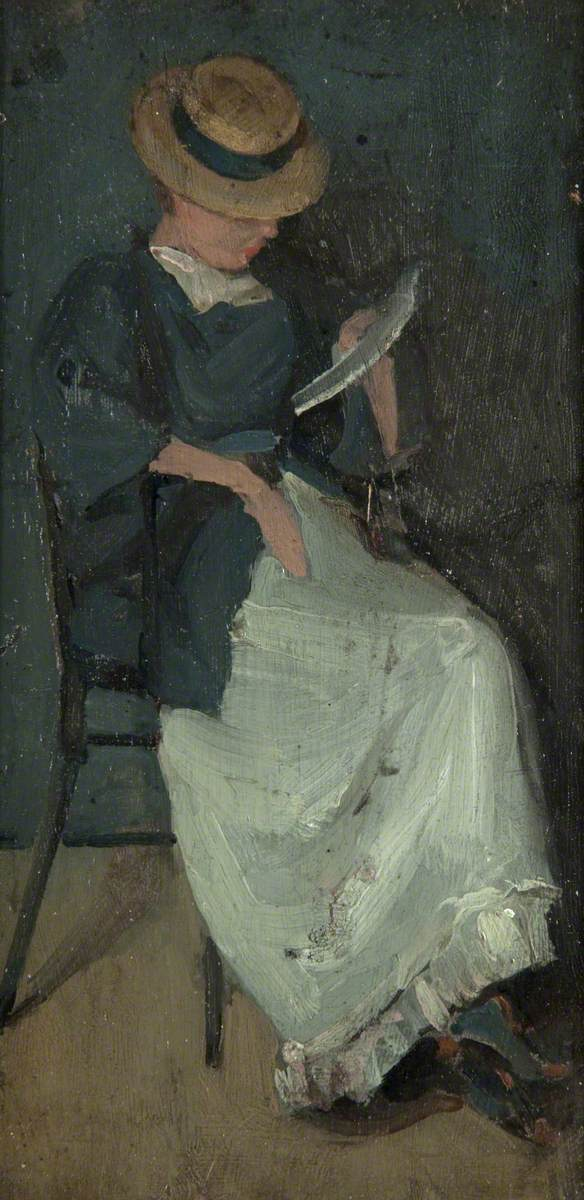
Femme au chapeau de paille lisant une lettre, années 1890

## Postérité
Le Hunterian possède la plus grande collection de ses œuvres, comprenant des dessins de carrelage, des vitraux et des bijoux, des dessins d'après nature, des caricatures, des aquarelles, des pastels et des gravures, légués par sa sœur Rosalind Birnie Philip.
Son œuvre, malgré son importance, a toujours été éclipsée et souvent confondue avec celles de ses maris. Il reste un nombre limité de ses travaux. Ses petites huiles sont parfois confondues avec celles de son mari Whistler. C'est le cas de Peach Blossom acheté comme œuvre de son époux par la National Gallery of Art de Washington. Elle a été étiquetée « Mr J McN Whistler » : avec le « s » de « Mrs » effacé.
Ses peintures à l'huile et ses croquis survivants sont pour la plupart des études intimes à petite échelle de sujets domestiques.